# Vital de Oliveira
Ne doit pas être confondu avec le navire de recherche hydro-océanographique Vital de Oliveira (H-39).
Le Vital de Oliveira est un navire auxiliaire de classe Ita (pt) de la marine brésilienne. Ce navire est surtout connu pour être le seul navire de guerre brésilien à avoir été coulé au combat pendant la seconde guerre mondiale,,,.
Réquisitionné puis incorporé à la marine brésilienne, il participe à la guerre civile paraguayenne de 1911-1912 (en) et à la Seconde Guerre mondiale. Nommé d'après le Capitão de fragata Manoel Antônio Vital de Oliveira (en), il est le premier navire de la marine brésilienne à porter ce nom.
Le navire est notamment actif dans l'Océan Atlantique sud et est impliqué dans la bataille de l'Atlantique.
Il est torpillé le 19 juillet 1944 par le sous-marin allemand U-861 et coula le jour suivant, tuant environ 100 des 270 membres d'équipage.
L'épave du Vital de Oliveira est d'abord localisée par des pêcheurs en 2011 à environ 65 kilomètres au large de Rio de Janeiro. Le 16 janvier 2025, la Direction de l'hydrographie et de la navigation confirme l'authenticité de la découverte.

## Histoire

### Construction et premières opérations
Le navire fut construit en 1910, sous le nom d'Itauba, dans le chantier naval de Troon en Écosse, comme navire marchand de transport de marchandises et de passagers.
En 1911, l'Itauba fut confisqué par le gouvernement brésilien pour des dettes impayées et participa à la guerre civile paraguayenne de 1911-1912 (en), où il fut déployé dans la baie de l'Assomption (pt) pour assurer la libre navigation sur le fleuve Río Paraguay.

### Incorporation dans la marine brésilienne
En 1931, l'Itauba fut officiellement incorporé à la marine brésilienne, et rebaptisé Vital de Oliveira en l'honneur du capitaine de frégate Manoel Antônio Vital de Oliveira (en),.
Cette incorporation de navires marchands pour des missions dédiées aux navires auxiliaires s'inscrivait dans la politique de renforcement naval du Brésil, dont la flotte était alors la deuxième d'Amérique latine derrière l'Argentine, mais dont les principaux navires dataient des années 1900-1910.

### Contexte de la Seconde Guerre mondiale

#### Neutralité brésilienne
À l'éclatement de la Seconde Guerre mondiale en septembre 1939, le Brésil déclara sa neutralité, maintenant des relations commerciales avec les deux camps,.
L'Allemagne était devenue le premier partenaire économique du Brésil, devant les États-Unis,.
Cette politique de neutralité permit au Brésil de bénéficier du commerce avec l'Allemagne jusqu'en 1942, politique tolérée par les États-Unis dans un premier temps.

#### Entrée en guerre

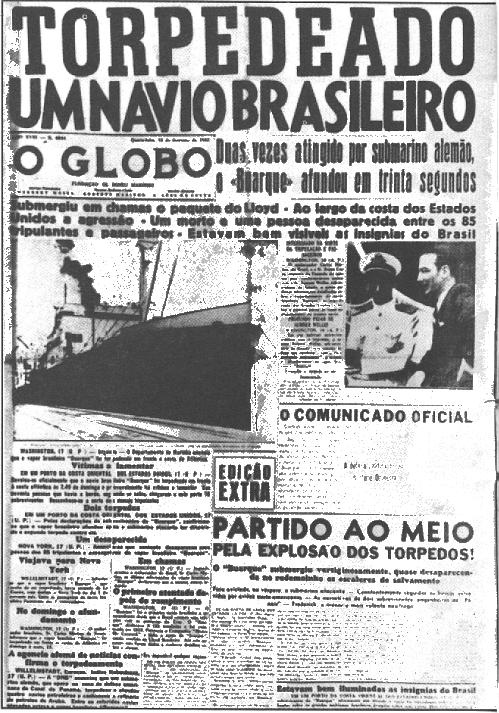
Titre du journal O Globo faisant état du naufrage du Buarque

La destruction de plus de 30 navires marchands brésiliens par des sous-marins allemands et italiens au cours de l'année 1942 ,,, provoqua une mobilisation populaire qui contraignit le gouvernement brésilien à abandonner sa neutralité.
Le 31 aout 1942, le président Getúlio Vargas déclara la guerre à l'Axe.
En réponse, le Brésil reçut une aide militaire importante des Alliés, principalement des États-Unis, qui finança également l'extraction de fer et d'acier mais aussi l'approvisionnement en caoutchouc naturel de l'Amazonie aux Alliés, ce qui entraîna la deuxième fièvre du caoutchouc.
Le Brésil participa à la maîtrise navale de l'Atlantique ainsi qu'à la campagne d'Italie avec la force expéditionnaire brésilienne.

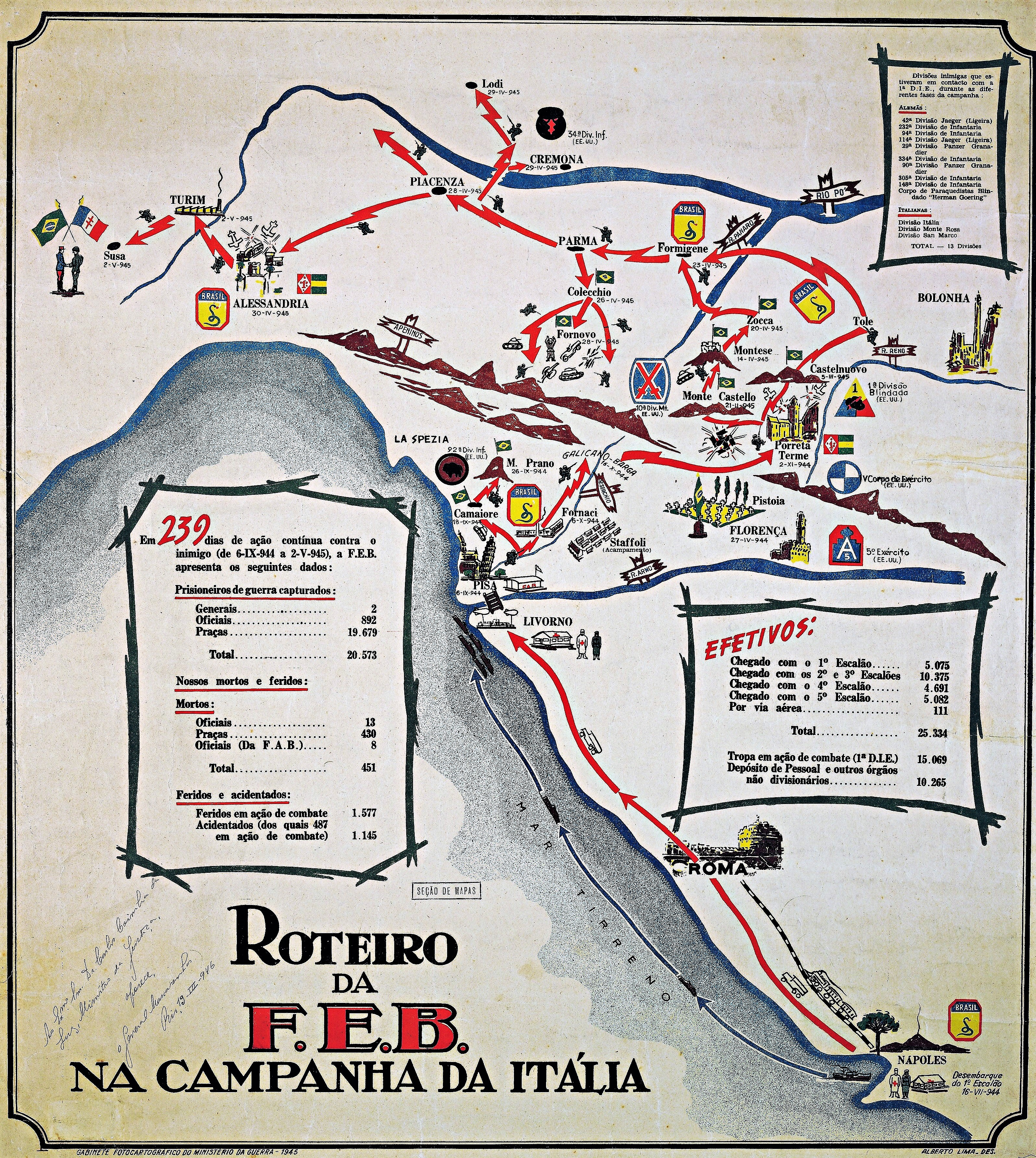
Carte des actions brésiliennes et des alliés dans le nord de l'Italie, 1944-1945. Archives nationales du Brésil.

En récompense pour sa contribution dans la campagne d'Italie, la force expéditionnaire brésilienne perçut 8 destroyers d'escorte, 8 patrouilleurs côtiers et 8 chasseurs de mines grâce au prêt-bail.

### Le torpillage du 19 juillet 1944

#### Dernière mission

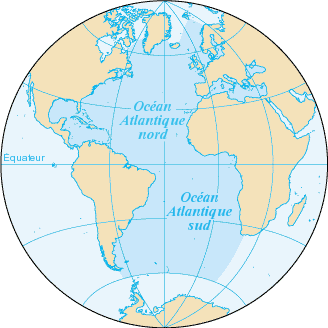
Carte de l'océan Atlantique. La majeure partie des combats se sont tenus dans l'Atlantique nord.

Le Vital de Oliveira effectuait sa dernière mission entre Natal et Rio de Janeiro avec à son bord des soldats blessés,. Le navire fit escale à Cabedelo, Recife et Vitória, où il embarqua une cargaison de planches de bois.
Il était escorté par le chasseur de sous-marins Javari (en), mais les deux navires perdirent le contact visuel après avoir franchi le phare de São Tomé, à 300 kilomètres de Rio de Janeiro ,.
La raison pour laquelle le Javari s’est autant éloigné n'a jamais été élucidée,.

#### L’attaque

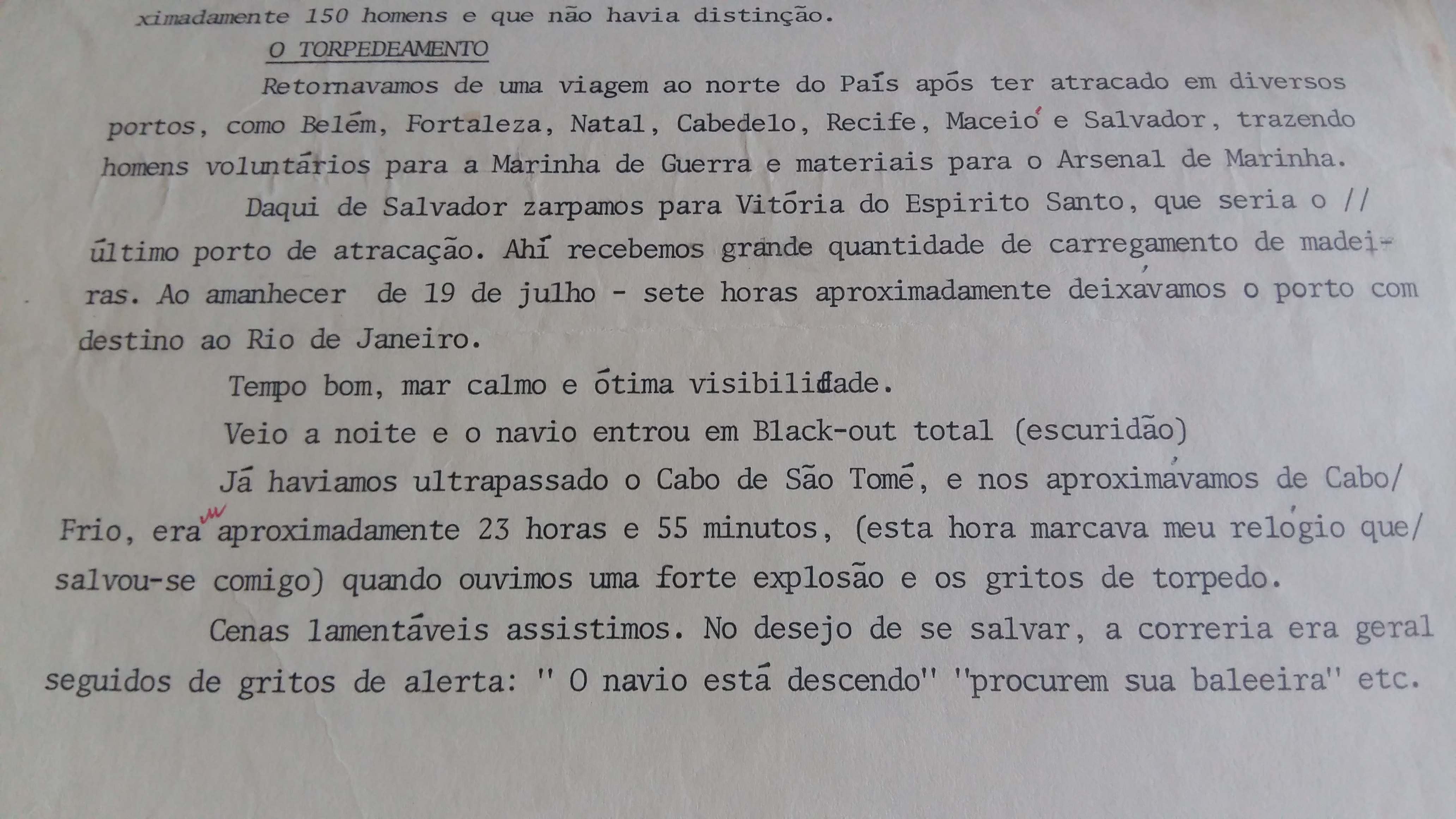
Lettre du survivant Oscar Gabriel Soares.

Le 19 juillet 1944, peu avant minuit, le sous-marin allemand U-861 torpilla le Vital de Oliveira au large des côtes de la région Nord Fluminense,,.
N'ayant pas été conçu comme navire de guerre, le Vital de Oliveira ne possédait pas de blindage et coula rapidement en trois minutes environ,,.
Lorsque l'U-861 tira sa torpille, le Vital de Oliveira était une cible isolée,.
L'impact de la torpille déchira la poupe ,, et projeta la cargaison de bois qui bloqua les issues de secours, piégeant de nombreux membres d'équipage dans les compartiments du navire,,. Sur les 270 hommes à bord, environ 100 périrent dans le naufrage,,.
Le navire était commandé par le Capitão de fragata João Batista de Medeiros Guimarães Roxo au moment du torpillage

## Découverte de l'épave

### Localisation
L'épave du Vital de Oliveira fut découverte fortuitement en 2011 par un pêcheur de poissons d'ornement dont le filet s'était coincé sur les restes du navire, à environ 65 kilomètres au large de Rio de Janeiro,.
Après avoir obtenu des indices sur l'emplacement possible du navire, la direction de l'hydrographie et de la navigation a ordonné au navire de recherche hydro-océanographique Vital de Oliveira (H-39) d’effectuer environ neuf heures de sondages à l'aide d'un sonar à balayage latéral,,, et a confirmé la présence de l'épave.
Le Vital de Oliveira repose à la position 22° 29′ 00″ S, 41° 09′ 00″ O,.

### État de conservation et projets
L'épave repose à 55 mètres de profondeur dans l'océan Atlantique,.
La Diretoria do Patrimônio Histórico e Documentação da Marinha (pt) a annoncée qu'elle « développera un projet de recherche archéologique dans le but de réaliser une cartographie tridimensionnelle de l'épave ».
Il est également prévu de capter des images à 360°, ce qui permettra au public d’accéder aux informations et aux connaissances scientifiques sur les événements survenus dans les eaux brésiliennes pendant la Seconde Guerre mondiale.
En raison de la détérioration naturelle, l'épave pourrait totalement disparaître sans préservation,. Elle devrait intégrer le projet numérique appelé Atlas Of Shipwrecks Of Historical Interest On The Brazilian Coast, projet numérique recensant les épaves géolocalisées par la marine brésilienne (1009 épaves répertoriées en 2024) et créant des passerelles entre les différents sites d'épaves pour révéler une histoire maritime plus complète du territoire.

### Importance historique
Le Vital de Oliveira demeure le seul navire de guerre brésilien coulé au combat pendant la Seconde Guerre mondiale,,.
Deux autres navires brésiliens furent perdus durant le conflit mais sans intervention ennemie directe : le Camaqua (en) (coulé par mauvais temps le 21 juillet 1944) et le Bahia (détruit lors d'un exercice de lutte antiaérienne).
Au total, les sous-marins allemands coulèrent 34 navires au large des côtes brésiliennes pendant la bataille de l'Atlantique, causant la mort de 1081 personnes ,.
| Date            | Nom du navire     | Pavillon | Type                        | Statut |
| --------------- | ----------------- | -------- | --------------------------- | --- |
| 20 juillet 1944 | Vital de Oliveira | Brésil   | Navire transport de troupes | Coulé par une torpille de l'U-861                                                                          |
| 24 juillet 1944 | Camaqua (en)      | Brésil   | Mouilleur de mines          | Sombra à cause d’une tempête à 30 milles nautiques (56 km) à l’est de Recife                               |
| 4 juillet 1945  | Bahia             | Brésil   | Croiseur léger              | Perdu lors d’un exercice de lutte antiaérienne où un tir accidentel fit exploser ses charges de profondeur |